# 松岭镇
松岭镇，原为东大地乡，是中华人民共和国河北省承德市宽城满族自治县下辖的一个镇。

## 行政区划
松岭镇下辖以下村级行政区划单位：
东大地村、木匠屯村、瓦房沟村、松树沟村、熊虎斗村、见草沟村和关石村。